# Tibet
|  | Denne artikel omhandler det historiske område Tibet. Se artiklen Autonom Region Tibet om den af Folkerepublikken Kina regerede region, der dækker det kulturelle Tibet. |
Tibet (tidligere stavet Thibet; tibetansk: བོད་, Bodjul eller Bod, udtales pö på Lhasa-dialekt; kinesisk: 西藏 eller 藏区, pinyin: Xīzàng eller Zàngqū) er en region i Kina, beboet af det tibetanske folk. Grundet områdets gennemsnitlige højde over havet på 4.900 meter kaldes landet ofte for "verdens tag".
Denne artikel indeholder store afsnit, der er kopieret fra Salmonsens Konversationsleksikon. Disse afsnit kan være forældede.

## Grænser
Tibet begrænses af Bhutan, Nepal, Indien, samt de kinesiske provinser Xinjiang, Gansu og Sichuan. Areal i 1925 1.912.000 km² med omkring 1.650.000 indbyggere. Tibet er jordens største højland og dannes af en stor mængde mere eller mindre parallelle bjergkæder med mellemliggende højsletter og dale. Sydgrænsen dannes af Himalayas hovedkæde, der som en mægtig bjergmur løber fra nordvest til sydøst og bærer flere af jordens højeste bjerge: Mount Everest (8849 m) og Gosainthan (8027 m). Nord for hovedkæden følger en længdedal, der dels afvandes af bifloder til Ganges, som gennembryder hovedkæden, dels indeholder søer uden afløb. Derpå følger en parallelkæde, hvis passer ligger i en højde af 4500–5000 m og mod nord begrænses af Brahmaputra-dalen, hvis bund ligger 3–4000 m over havet. Nord for Brahmaputra-dalen ligger et system af parallelle kæder, der har samme retning som Himalaya og af Sven Hedin kaldtes Transhimalaya. Dette system synes at være den østlige fortsættelse af Karakoram, som fra Kashmir strækker sig mod sydøst ned i Tibet. Transhimalaya har toppe på 6–7000 m, medens passene i reglen ligger i en højde af 5000 m. Længere mod nord følger et stort antal kæder, der stryger omtrent fra vest til øst og hører til Kunlun-systemet. En af de mægtigste af disse kæder er Dangla. Mod nordvest afbrydes Kunlun-kæderne af en brudlinje, nord for hvilken Østturkestan har sænket sig. Brudranden, der nord fra tager sig ud som en mægtig bjergkæde, kaldes Altyn-Tag. Øst på bøjer Kunlun-Kæderne mod syd og går over i det bagindiske bjergsystem. Bjergtoppe på 7–8000 m er hyppige overalt i Tibet, passene ligger 4500–5500 m over havet.

## Klima
Klimaet er yderlig kontinentalt med meget stor forskel på sommer og vinter. Landets store højde gør dog, at såvel vinterens som sommerens temperaturer er meget lave. For sommeren fandt Rockhill i en højde af 4600 m en middeltemperatur af 7°. For vinteren kan middeltemperaturen antages at være c. ÷ 25°—÷20°. Altså en sommervarme som i Sydgrønland, en vinterkulde som i Nordgrønland. Imidlertid er sommeren i Tibet meget forskellig fra den grønlandske derved, at luften er uhyre tør, himlen oftest skyfri og temperatursvingningerne uhyre store. Midt om sommeren indtræffer ofte frost og snestorme, medens temperaturen andre dage kan stige til 20°-28°. På Tsaidam-plateauet i det nordøstlige Tibet, som kun er 2700–3000 m højt, fandt Koslov ÷ 13° i middeltemperatur for januar, 17° for august. I Lhasa, i en dal i det sydlige Tibet, 3540 m over havet, fandtes et enkelt år 19,5° i middeltemperatur for august, 16,7° for september. Temperatursvingningerne er meget store. I september forekom således nattefrost, medens varmen en anden dag steg til 31,7°. I det nordlige og centrale Tibet er nedbøren meget ringe og luften meget tør. I Tsaidam fandt Koslov, at luftens fugtighed om sommeren var 45 %, om efteråret 39 %, om vinteren 56 %, om foråret 36 %. Fugtighedens stigning om sommeren skyldes udløbere af den kinesiske sommermonsun, hvormed stemmer, at hovedmassen af den sparsomme nedbør falder i maj—juli. Årets samlede nedbør (10,8 cm) faldt på 44 dage, hvoraf 12 med sne. Det sydlige, vestlige og østlige Tibet er nogenlunde rigt på nedbør. Mod øst danner Dangla-kæden klimagrænsen. Mens de fugtige søndenvinde om sommeren overøser dens sydskråning med regn, hagl og sne, er nordskråningen meget tør. Klimaforskellen udøver en betydelig indflydelse på landets overfladeformer. I den del af Tibet, der er nogenlunde rig på nedbør, løber vandrige floder, der stadig uddyber længdedalene mellem foldekæderne. Mod vest flyder Indus og dens bifloder, den sydlige del af landet afvandes af Brahmaputra, den østlige del af Salwen, Mekong, Jangtsekiang og Hoangho. Særlig mod øst, hvor regnmængden er ret betydelig, styrter floderne frem gennem dybe kløfter, på begge sider omgivne af de granklædte skråninger af de mægtige, over 7000 m høje bjergkæder, fra hvis hvide rygge gletsjerne hænger ned. Blandt disse kæder kan nævnes Gangri mellem Brahmaputra og Salwen. Et ganske andet udseende har den centrale og nordlige Del af Tibet, hvor nedbøren er højst ubetydelig. Floderne er vandfattige og når kun til den nærmeste lavning i Terrænet, hvor der dannes en saltsø. Denne del af Tibet er overordentlig rig på søer. Da fordampningen fra deres overflade er større end nedbør og tilløb, tager de stadig af i omfang.

## Landskab
Næsten alle søer er omgivne af højereliggende strandlinjer, der viser søernes højere vandstand i fortiden. Manglen på større vandløb betinger de forholdsvis jævne terrænformer i denne del af landet. Bjergene er som begravede i de grusmasser, der er opståede ved klippernes vejrsmuldring. Hvad, der skrider ned eller blæser ned i foldedalene, bliver liggende, da der ikke er rindende vand nok til at føre det bort. Følgen heraf bliver, at dalene efterhånden opfyldes, mellem kæderne dannes flade højsletter, på hvilke de vandfattige bække langsomt sniger sig fremad. Højsletterne ligger i reglen kun få hundrede m under passene, i reglen 4–5000 m over havet. Kun i det nordøstlige Tibet findes en lavere højslette Tsaidam, kun 2700 m over havet. De største saltsøer er Tengri Nor (4630 m over havet), Dangra Jum (4500 m), Chargut Cho, Ike Namur Nor, Kuku Nor (3260 m). Snegrænsen ligger i Tibet meget højt. På samme kæde ligger den altid lavest på sydsiden. Derimod viser der sig den mærkværdighed, at snegrænsen ligger lavere på de sydlige kæder end på de nordlige. Dette skyldes snemængdens stærke aftagen mod nord. I det nordlige Tibet er en ringere sommervarme i stand til at bortsmelte hele vinterens snelag på grund af dettes ringe mægtighed. På sydsiden af Himalayas hovedkæde ligger snegrænsen ved en højde af 4900 m, på sydsiden af den nordlige parallelkæde ved 5700 m, i det centrale Tibet ved 5900–6000 m. Bjergenes store højde muliggør dog store firnmasser og mægtige gletsjere.

## Plantevækst
Plantevæksten er på højsletterne fattig og steppeagtig. Den dannes væsentlig af græs (Kobresia tibetica), løg (Allium scenescens), astragalus og rabarber. I de dybere dale i Syd-Tibet optræder forskellige buske og småtræer (Hippophaes, Tamarix), kun de dybt nedskårne dale i det østlige Tibet har skov af gran og birk.

## Dyreliv
Dyreverdenen er forholdsvis rig. På højstepperne tumler sig hjorder af yakokser, antiloper (Tetraceros quadricornis, Pantholaps Hodgsonii) og vildæsler (Equus hemionus), mens uhyre masser af gnavere finder deres føde i steppens løgvækster. På bjergene findes moskusokser og vilde får. Gribbe, ravne, snefinker og steppehøns hører til de almindeligste fugle.

## Befolkning
Størstedelen af befolkningen er etniske tibetanere (bhot, bodpa). I Tibets selvstændige periode var hankinesere og manchu'er bortvist, men i dag er der et han-kinesisk mindretal, foruden at et meget stort antal han-kinesere tilbringer nogle år i Tibet på arbejdskontrakt, men uden fast bosættelse. Tibet er så højtliggende, at de fleste mennesker fra lavlandet har svært ved at tilpasse sig. Uden for Tibet er der tibetanske mindretal i Bhutan, Sikkim, Nepal og Kashmir. I dag er der undervisningspligt og de fleste kan læse og skrive, men en stor del af befolkningen lever stadig i telte som nomader med hjorde af yakokser og får. Med den forøgede befolkning og levealder er der risiko for overgræsning med erosion til følge. I de sydlige og østlige Dale er befolkningen fastboende og driver agerbrug (byg) ved siden af kvægavlen. En stor del etniske tibetanere bor uden for det egentlige Tibet. I det tibetanske imperiums storhedstid herskede den tibetanske konge langt mod øst over både Qinghai og Gansu og i dag findes der i disse provinser højtliggende områder, der overvejende er befolket med tibetanere.

## Religion
I Tibet var buddhismen dominerende og magten udøvedes af de store klostre. Under kulturrevolutionen blev religion bekæmpet og mange klostre ødelagt. Siden den kinesiske "opening up" er religion igen blevet en anerkendt samfundsfaktor og mange store klostre er genopbyggede og trives. Dog ofte med et regeringsfastsat antal af munke . I Byen Lhasa residerede Dalai Lama, indtil den fjortende Dalai Lama - og andre religiøse overhoveder såsom Karmapa'en - flygtede eller emigrerede til Indien i 1959. Siden har omtrent 150.000 tibetanere slået sig ned i udlandet og udgør en diaspora ledet af en eksilregering, der er tæt knyttet til Dalai Lama. Landet var forhen fuldt af klostre og munke og den tibetanske form for buddhisme har drevet ceremonitjenesten til dens yderste grænse. Kendt var brugen af bedemaskiner.

## Landsdele
Tibet var under selvstændigheden (1911-1950) opdelt i 6 provinser:
1. Monjul, mod vest, omfatter den tibetanske del af Indus’ strømområde; Hovedstad er Gartok.
2. Dokthol omkring Brahmaputras udspring; Hovedstad er Tadam.
3. Tsang (Chang) øst for Dokthol. I hovedstaden Shigatse residerede i selvstændighedstiden Bogdo Lama.
4. Ju eller Wei længere mod øst med hovedstaden Lhasa.
5. Kham, i selvstændighedstiden den bedst befolkede del af landet med hovedstaden Tsiamdo ved det øvre Løb af Mekong.
6. Provinsen Kuku Nor, der omfatter hele den nordøstlige del af Tibet, stod under selvstændighedstiden direkte under en kinesisk guvernør, der residerede i Sining i provinsen Kansu. En stor del af indbyggerne i denne provins var (og er) kinesere.
7. En del af det østlige Tibet med delvis kinesisk befolkning var tidligere indlemmet i provinsen Szetshwan, men forenedes 1908 med dele af det østlige Tibet til en ny kinesisk provins: Hsikan.

## Historie
Efter overleveringen skal Tibets gamle konger stamme fra slægten Sakja, til hvilken Buddha hørte.
I 7. århundrede e.Kr. indførtes buddhismen under kong Srongtsan Gampo, der udvidede riget med flere provinser, flyttede residensen til Lhasa og indledte venskabelige forbindelser med Kina. Under Cri Srongdetsan i 8. århundrede stod Tibet på højden af sin magt.
Under Ralpatshan (806—842) udbrød en revolution på grund af misfornøjelse med kongens begunstigelse af gejstligheden. Kongen blev myrdet, og under de derefter opståede uroligheder løsrev flere provinser sig og dannede selvstændige småriger.

### Dalai-Lama og de mongolske khaner
Tibets første storhedstid indtrådte 1240, da den tibetanske lærer Sakya Panditast blev Djengis Khans sønnesøn Godens åndelige lærer og derved startede en forbindelse mellem tibetanske buddhistiske lamaer og mongolske khaner i et lærer-åndelig patron forhold. Til gengæld for den åndelige vejledning skulle den verdslige leder støtte (om fornødent med militær magt) sin lærer og dennes "orden". Det var et personligt, ikke et statsligt, mellemværende. Da Kublai Khan erobrede Kina og etablerede Yuan-dynastiet 1279, udgjorde Tibet et autonomt område i det mongolske kejserdømme. Men allerede et par årtier inden Yuan-dynastiets fald, da mongolernes magt svækkedes, formåede Tibet 1349 at frigøre sig fra imperiet, og landet blev i stedet for af Sakya-"ordenen" nu regeret af verdslige tibetanske konger. Under Ming-dynastiet, der i Kina fulgte efter Yuan-dynastiet, var der ingen forbindelse af betydning mellem de to lande.

### Tibet og Manchuriet under Qing-vældet
1642 gik magten – med hjælp fra den mongolske Gusri khan – fra kongen til den af dalai-lama ledede Gelug-"orden", og den 5. dalai-lama blev Tibets faktiske regent. På samme tid (1639) tilknyttedes dalai-lama som lærer-patron for Manchuriets herskere. 1644 erobrede manchu'erne Kina og oprettede deres Qing-dynasti. Lærer-patron forholdet mellem Qing-kejserne og dalai-lamaer fortsatte, og undertiden lod manchu'erne deres hære rykke ind i Tibet efter dalai-lamas anmodning for at tilbagekaste ydre fjender eller bringe borgerkrige til afslutning. Manchu'erne politiske magt i Tibet var dog altid forholdsvis beskeden.
Fra 1720 blev Tibet beroende af Qing-dynastiet og hørte administrativt under vicekongen i Sichuan. Qing-myndigheden repræsenteredes af tre kejserlige, for en 3-årig periode udnævntes en statholder (amban), som forestod de udenlandske og militære anliggender, mens ansvaret for de civile og de religiøse spørgsmål var overdraget til den tibetanske regering.
Under Qing-dynastiet var Tibet længe lukket land for udlændinge, som regelmæssigt blev udvist af landet. Blandt de, som det lykkedes at komme ind i landet, var den katolske missionær Évariste Régis Huc, som opholdt sig i landet i 1846 sammen med en missionærkollega.

### Tibet under engelsk pres
1903–1904 invaderedes Tibet af en britisk militærekspedition ledet af Francis Younghusband med 3.000 soldater og 7.000 bærere, sherpaer, som nåede Lhasa efter hårde kampe. Fra britisk side begrundedes denne invasion med behovet for at komme Rusland i forkøbet, idet dette land angiveligt ville annektere Tibet. Da ekspeditionskorpset nåede Lhasa, var den trettende Dalai lama flygtet til Mongoliet. I en tid fandtes der kun udenlandske rådgivere i Tibet udpegede af den britiske regering, som virkede for, at Tibet begunstigede britiske interesser. Under visse perioder indtil 1913 kan man ifølge visse kilder anse Tibet som et britisk protektorat. Efter den kortvarige britiske militære ekspedition i Tibet blev der dog indgået en aftale mellem Qing, Storbritannien og Rusland om, at Tibet tilhørte Kina.
Det britiske ekspeditionskorps måtte trække sig tilbage i september 1904 da vinteren stod for døren. Qing-hoffet i Peking nægtede imidlertid at acceptere en for briterne yderst gunstig aftale, der ville give dem ret til kontrol over telekommunikationer og mineralrettigheder med videre, hvilken briterne med våbentrusler havde gennemtvunget i Lhasa.
I en aftale mellem Kina og Storbritannien 1906 lovede Storbritannien at afstå fra at annektere tibetansk territorium eller blande sig i administrationen af Tibet. Dermed anerkendte Storbritannien også, at den aftale, som var blevet undertegnet i Lhasa 1904, ikke var gyldig. Det følgende år anerkendte Storbritannien Kinas overhøjhed (ordret suzerain rights) i Tibet i en aftale med Rusland.
Da Sven Hedin i 1909 kom tilbage fra sin 3-årige ekspedition i Tibet, beskrev han situationen som at:
"För närvarande befinner sig Tibet i den kinesiska regeringens krampaktiga händer."... "Dala i Lama befinner sig likaledes i händerna på regeringen i Peking"... "Kinas regering fruktar mongolerna och hakar sig fast vid Dalai Lama".."För närvarande råder lugn i Tibet. Ingen som helst jäsning är märkbar"
Xinhai-revolutionen 1911–12 tvang enkekejserinden Longyu at afstå fra regeringsmagten i sin mindreårige søns navn, den 8-årige kejser Puyi, og Republikken Kina dannedes. Den nye regering under Yuan Shi-kai hævdede, at Republikken Kina havde overtaget den afsatte kejsers og hans regerings overhøjhed i Tibet, men på grund af Kinas indre splittelse formåede Peking ikke at udøve nogen politisk magt i Tibet og landet blev i praksis selvstændigt 1913.

### Det selvstændige Tibet 1913-1951
1910 opsagde 13. dalai-lama lærer-patron forholdet til Qing-kejserne, idet manchu-hære havde trængt ind i Tibet uden dalai-lamas samtykke. Året efter faldt Qing-dynastiet i Kina (og afløstes af Republikken Kina). Tibetanerne havde held til at tvinge fremmede hærstyrker ud af landet, og den 14. februar 1913 erklærede den 13. dalai-lama Tibet selvstændigt rige. 1918 tilbagedrev tibetanerne et kinesisk angreb, og 1920 blev underskrevet en fredsslutning med Kina. Dalai Lama blev landets politiske leder, men Tibet var ikke en nation i moderne forstand. De udstedte pengesedler anvendtes, ifølge Alexandra David-Néel, kun i Lhasa området, mens indiske rupeer havde kurs i det øvrige Tibet. Udenfor klostrene fandtes hverken politi, veje eller myndighed. I selvstændighedsperioden lykkedes det kun at få bygget en enkelt moderne bro over en flod i nærheden af Lhasa. Der fandtes ikke biler, toge, el-værker eller et nationalt postvæsen. I klostrene fandtes belæste munke, læger og en handelsstand. Regeringen i Lhasa bestod af fem ministre. 1933 døde den 13. Dalai lama, og 1940 bragtes den 14. Dalai Lama til Lhasa.
I mellemkrigstiden tilhørte Tibet ikke Folkeforbundet, idet man foretrak at føre en neutral og isolationistisk udenrigspolitik og i stedet udvikle gode tosidede forbindelser til nabolande. Med hensyn til den teknologiske udvikling, så stagnerede Tibet i perioden, skønt en enkelt fremtrædende minister, Tsarong Dazang Dramdul, var tilhænger af en modernisering, som den Japan havde gennemgået. Under Den anden Verdenskrig var den tibetanske elite splittet. Kredsen omkring den nuværende Dalai Lama havde amerikansk-venlige elementer, mens hans forgænger i perioder var japansk-orienteret. Kredsen omkring Panchen Lama var kinesisk orienteret.

### Under Folkerepublikken fra 1950
Tibet blev i 1950 lagt ind under Folkerepublikken Kina hvilket næsten alle lande i verden har anerkendt.[kilde mangler] I 1959 flygtede Dalai Lama med et følge til Indien. Kulturrevolutionen var en frygtelig katastrofe for Tibet og medførte ødelæggelser af klostrene, hungersnød og folketab. Lhasa er i dag provinshovedstad for den Autonome region Tibet. Byen har udviklet sig og rummer industrikvarterer, banegård, lufthavn… Tibet er blevet tættere befolket, har fået veje, jernbaner og en moderne administration. Næsten alle vestlige medier er dog stadig overbeviste om at tibetanerne er imod den kinesiske indflydelse, men Dalai Lama og hans eksilregering er holdt op med at kræve Tibets politiske uafhængighed.[kilde mangler] I dag går kravet blot på et "virkeligt selvstyre". Der er i dag (2020) en balance imellem udvandring og indvandring og en del indiske tibetanere vender tilbage til Tibet.[kilde mangler]

## Kampen for Tibets frihed
Grupper der støtter et frit Tibet:
- Støttekomiteen for Tibet
-Studerende For et Frit Tibet -Danmark

### Danske
- Salmonsens Konversationsleksikon, 2 udgave, Bind XXIII (København 1927), s. 432-434: opslag Tibet
- "Sneløven". Arkiveret 5. april 2012 hos  Wayback Machine Tidsskrift udgivet af Støttekomiteen for Tibet. Indeholder mange værdifulde artikler om Tibets historie og nutidige forhold
- Anders H. Andersen: "Baggrund: Østtibets historie og politiske status" Arkiveret 4. april 2012 hos  Wayback Machine
- Anne Burchardi: "Kongtruls fem samlinger. En oversigt" (Fund og Forskning, Bind 40; 2001)
- P. Gjellerup: "Tibet" (anmeldelse af: L. A. Waddell: Lhasa and its Mysteries; London 1905, i: Geografisk Tidsskrift, Bind 19; 1907)
- P. Gjellerup: "Tre Aar i Tibet" (anmeldelse af: Ekai Kavaguchi 1909: Three Years in Tibet; i: Geografisk Tidsskrift, Bind 21; 1911)
- O. Olufsen: "Tibet og Spørgsmaalet Lhasa" (Geografisk Tidsskrift, Bind 17; 1903)
- O. Olufsen: "Tibet" (Geografisk Tidsskrift, Bind 18; 1905)
- O. Olufsen (anmeldelse af: Western Tibet and the british Borderland; London 1906, i: Geografisk Tidsskrift, Bind 18; 1905)
- H. R. H. Prince Peter of Greece and Denmark: "Books from Tibet" (Fund og Forskning, Bind 2; 1955)
- V. Petersen: "En dansk Rejsende i Asien" (Geografisk Tidsskrift, Bind 39; 1936)
- J. Prip-Møller: (anmeldelse af: Ferdinand D. Lessing: Yung Ho Kung. Iconography of the lamaist cathedral in Peking with notes on lamaist mythology and cult; Stockholm 1942, i: Geografisk Tidsskrift, Bind 45; 1942)
- Halfdan Siiger: "Dancing Pilgrims from Tibet. From the 3rd. Danish Expedition to Central Asia" (Geografisk Tidsskrift, Bind 51; 1951)
- Alfred Schönebeck: "Tibetansk Medicin" (Geografisk Tidsskrift, Bind 20; 1909)
- Alfred Schönebeck: "Lamavældet i Centralasien" (Geografisk Tidsskrift, Bind 23; 1915)

### Internationale
- Nordisk Familjebok, 1800-talsutgåvan, bind 16, sp. 254ff; opslag: Tibet
- Nordisk Familjebok, Uggleupplagan (1919); bind 28, sp. 1247ff; opslag: Tibet
- History (Glossary)
- The Kingdom of Gu-ge, Western Tibet
- Important Dates Arkiveret 6. juni 2011 hos  Wayback Machine
- Tibetan Calendar (Webside ikke længere tilgængelig)

- Wikimedia Commons har flere filer relateret til Tibet

29°42′N 91°06′Ø / 29.7°N 91.1°Ø